# Blauer Stern (Dresden)

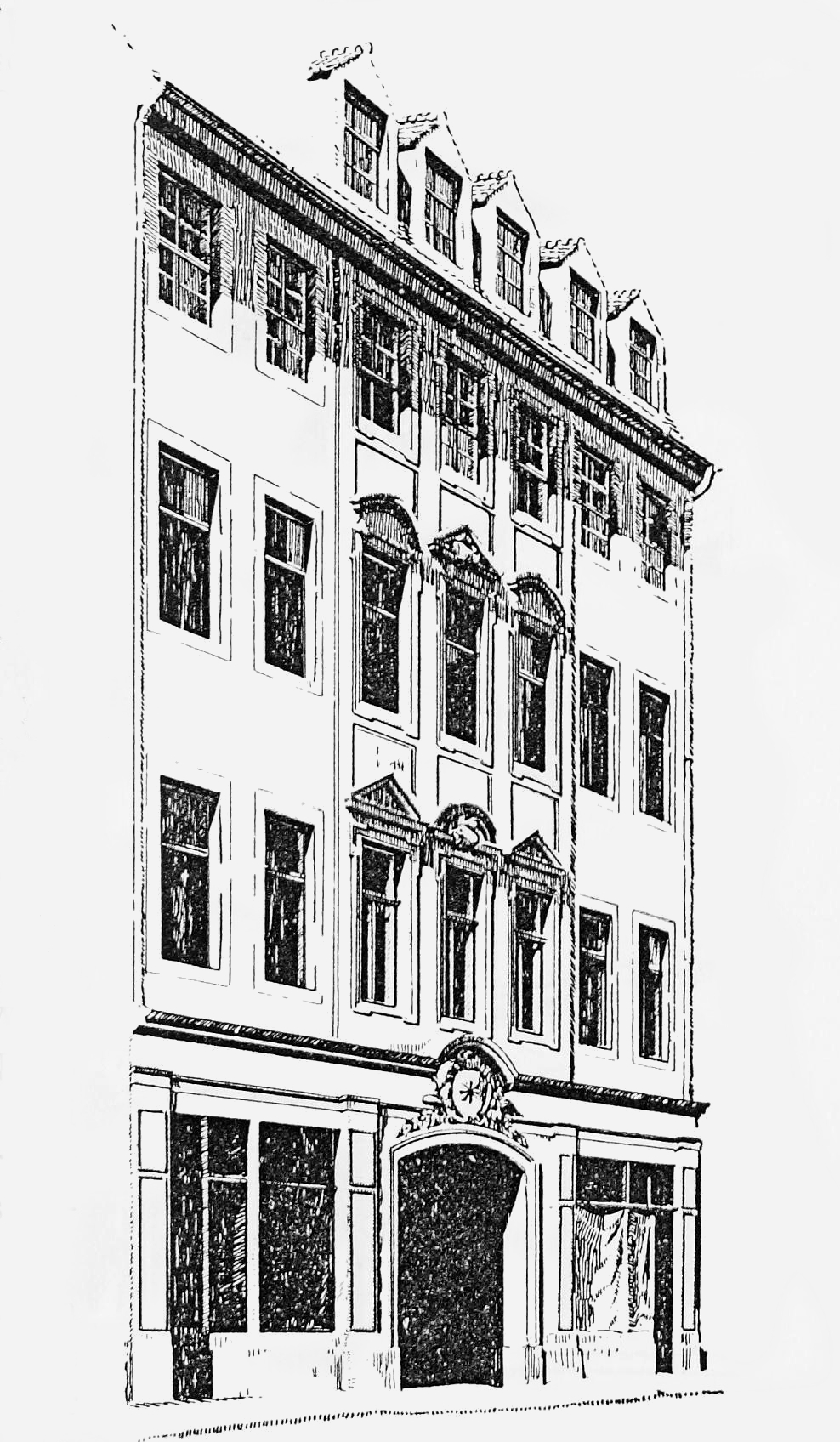
Blauer Stern, Zeichnung von Cornelius Gurlitt um 1900

Der Blaue Stern war ein Gast- und Wohnhaus an der Großen Meißner Straße 11 in Dresden, das um 1750 nach Entwürfen von Samuel Locke erbaut wurde. Bei der Bombardierung Dresdens 1945 schwer beschädigt, wurde das Gebäude 1950 gesprengt.

## Geschichte
Am 19. Juli 1748 ging das (Vor-)Gebäude in den Besitz des Königlich Kurfürstlichen Kriegssekretärs Christian Gottlieb Bülz über, der es geerbt hatte. Er ließ es vermutlich kurz darauf von Grund auf neu erbauen, wobei eine Baugenehmigung bereits auf den 28. Februar 1748 datierte. Der Neubau erfolgte um 1750 nach Entwürfen von Samuel Locke. Noch 1781 lobte Johann Christian Hasche das Haus, das wegen seiner „modernen Bauart […] äußerlich eine gute Würkung [verursacht]“.
Der Blaue Stern gehörte zu den Gasthäusern auf der Neustädter Elbseite in Dresden. Karl Wilhelm Dassdorf nannte ihn 1872 einen „bequeme[n] Gasthof für Fremde“, wobei das Erdgeschoss und die erste Etage „zur Aufnahme für Gäste sehr gut eingerichtet“ seien und auch dem „wirthschaftlichen Gebrauch“ dienten. Für Hasche war der Blaue Stern ein Gasthof, „wo distinguierte Fremde und vornehme Passagiers gute Aufnahme finden.“ Die weiteren Etagen des vierstöckigen Hauses enthielten geräumige Wohnungen.
Nach der Schlacht um Dresden diente der Blaue Stern 1814 auch als Versammlungsort einer „Gesellschaft sächsischer Patrioten“, die sich aktiv für den geflohenen sächsischen König Friedrich August I. einsetzten. Georg Wilhelm Friedrich Hegel wohnte während seines Aufenthalts in Dresden von August bis September 1820 im Blauen Stern. Um 1903 hieß das Gebäude Stadt London und beherbergte im Erdgeschoss die Stehbierhalle Stadt London, die um 1939 als Imbisshalle und Restaurant Stadt London erhalten war.
Das Gebäude wurde bei der Bombardierung Dresdens im Februar 1945 schwer beschädigt, galt jedoch wie weitere Häuser der Großen Meißner Straße nach Ansicht des städtischen Denkmalamts als wiederherstellbar. Zwar waren die Zwischenwände und Decken der Häuser Nr. 3 bis 13 zerstört, doch waren Außen- und Giebelwände erhalten und rissfrei. Nach einer Sicherung der Fassaden nach 1945 wurde das Gebäudeensemble in die Landesdenkmalliste  aufgenommen, auch wenn die Stadt Dresden im Gegensatz zum Landesdenkmalrat gegen einen Wiederaufbau der Wohnhäuser war. Aufgrund eines Brüstungsabsturzes am Blauen Stern wurde am 1. Juni 1950 durch den damaligen Stadtbaurat Wermund eine sofortige Sprengung der Häuser an der Großen Meißner Straße 3 bis 13 angeordnet, die am selben Tag trotz Protesten der Denkmalpflege durchgeführt wurde. Eine Sicherung von Fassadenschmuck konnte nicht mehr erfolgen.

## Beschreibung

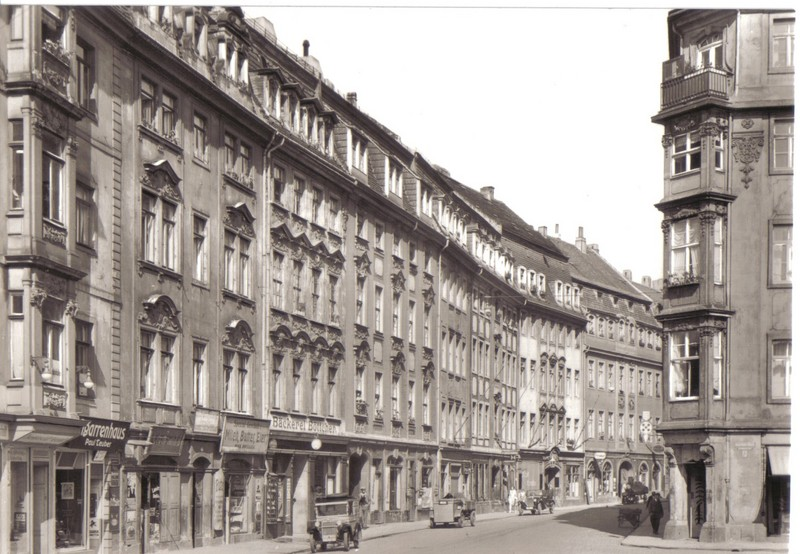
Große Meißner Gasse mit Gebäude Nr. 11 (helle Fassade, mittig-rechts) um 1910

Der vierstöckige Blaue Stern hatte eine Vorderhausfront mit sieben Fensterachsen. Die drei Mittelachsen sprangen dabei leicht hervor. Die Fenster waren von profiliertem Gewände umgeben und besaßen eine Rund- oder Spitzbogenverdachung, wobei die Verdachungen der vierten Fensterachse Rokokoverzierungen aufwiesen. Rolf Wilhelm schätzte die Verzierungen als „letzte[n] Rest der Phantasie der Barockmeister“ und „dekadente Nachfahren“ der Kartuschen des Barock ein. Die jeweils äußeren beiden Fensterachsen zeigten keinen Bauschmuck.
Der Eintritt ins Haus erfolgte über einen breiten Zugang mit Doppeltür in Barockformen, die sich bis 1945 erhalten hatte. Das Stichbogenportal zeigte in einer mittigen Rokokokartusche einen blauen Stern, der in Stuck gearbeitet war. Das Portal des Blauen Sterns blieb erhalten und wurde 1985 im Hotel Bellevue, Große Meißner Straße 15, eingebaut. Der Blaue Stern schloss mit einem Mansarddach ab.
Das Gebäude gilt aufgrund der „sehr klar gegliederten Fassade mit strengen, antikisierenden Verdachungsgibel, denen sich der Rokokodekor klar unterordnete“, als typisches Beispiel für Lockes Baukunst. Auch weitere Kunsthistoriker sahen im Blauen Stern ein Beispiel für „eine weitere typische Fassade von Lockes Hand“. Für Hertzig gehörte das Gebäude dennoch zu den „ersten und besten Bauten“ Lockes. Frühere Kunstwissenschaftler kritisierten hingegen, dass der Mittelrisalit „mit seiner leblosen Dekoration der Schauseite keine Plastizität“ geben konnte und die Fassade „eine nüchterne Fläche geworden [sei], die als Einzelerscheinung nicht mehr wirken konnte.“